# Grimisuat
Grimisuat és un municipi de Suïssa situat al cantó de Valais i el districte de Sion.